# نبرد گنجه (۱۸۲۶)

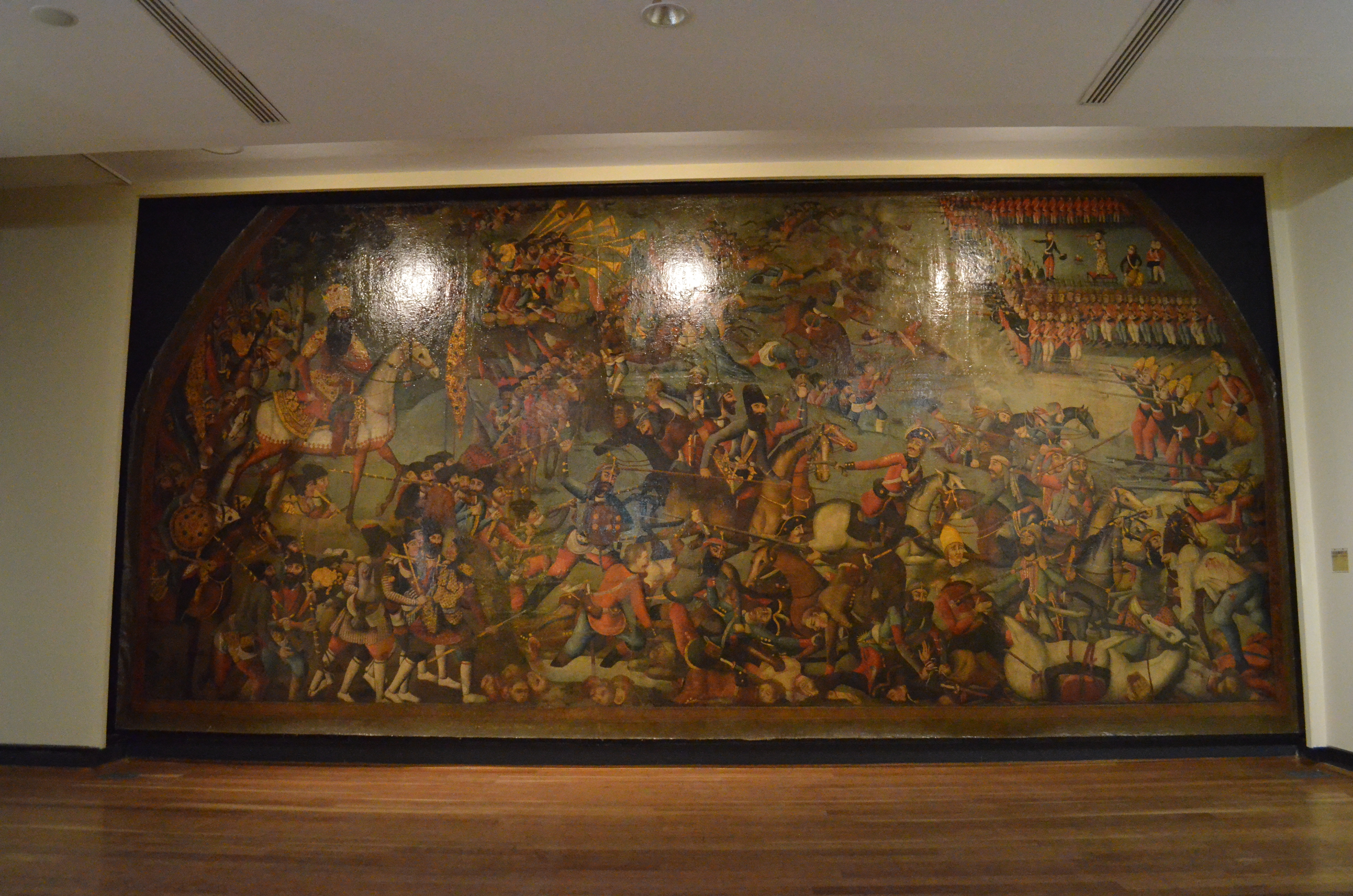
نقاشی قاجاری «نبرد گنجه»، موزه دوران اسلامی

نبرد گنجه در تاریخ ۲۶ سپتامبر ۱۸۲۶ م در طی جنگ دوم ایران و روس (۱۸۲۶–۱۸۲۸) رخ داد. ولیعهد و فرمانده‌ کل عباس میرزا در تابستان ۱۸۲۶ م عملیات موفقی را آغاز کرده بود که منجر به بازپس‌گیری بسیاری از سرزمین‌هایی شد که به‌ وسیلهٔ پیمان گلستان از دست رفته شد. باکو، لنکران و قوبا از مهم‌ترین شهرهای بازپس‌گرفته به دست ایرانیان بودند.
فرمانده روسیه در قفقاز الکسی پترویچ یرمولوف، متقاعد شد که ابتکار کافی برای نبرد با ایرانیان را نداشته و دستور عقب‌نشینی از گنجه را داد که پس از آن برکنار شد. جانشین یرمولوف، ایوان پاسکویچ، با ابتکار بیشتر حمله را آغاز کرد. اواخر سپتامبر ۱۸۲۶ م در گنجه، ارتش ایران و روسیه با یکدیگر برخورد کردند و عباس میرزا و مردانش شکست خوردند. در نتیجه، ارتش ایران مجبور به عقب‌نشینی از رودخانه ارس شد.

## خوانش بیش‌تر
- Axworthy, Michael (2010). A History of Iran: Empire of the Mind. Basic Books. ISBN 978-0465019205.
- Tucker, Spencer C., ed. (2010). A Global Chronology of Conflict: From the Ancient World to the Modern Middle East. ABC-CLIO. ISBN 978-1851096725.
- Dubrovin, Nikolay F. (1888). История войны и владычества русских на Кавказе. Vol. VI: Ртищев и Ермолов. St. Petersburg: Типография И. Н. Скороходова.
- Velichko, Konstantin; Novitsky, Vasily; Schwarz, Alexey von; Apushkin, Vladimir; Schulz, Gustav von (1912). Sytin Military Encyclopedia (به روسی). Vol. X: "Елисавета Петровна – Инициатива". Moscow: Типография Т-ва И. Д. Сытина. pp. 328–331. Retrieved 24 September 2023.